# Orsillus
Orsillus is een geslacht van wantsen uit de familie bodemwantsen (Lygaeidae). Het geslacht werd voor het eerst wetenschappelijk beschreven door Dallas in 1852.

## Soorten
Het genus bevat de volgende soorten:

- Orsillus depressus (Mulsant & Rey, 1852)
- Orsillus maculatus (Fieber, 1861)
- Orsillus montanus Linnavuori, R., 1978
- Orsillus pinicanariensis Lindberg, 1953
- Orsillus potanini Linnavuori, 1978
- Orsillus reyi Puton, 1871